# مادلین دوگان
مادلین دوگان (متولد ۲۸ ژوئن ۱۹۹۴) یک هنرپیشه بریتانیایی است که برای بازی در نقش لورن برنینگ در سریال بی‌بی‌سی ایست‌اندرز از سال ۲۰۰۶ تا ۲۰۱۰ شناخته شده است. او در می ۲۰۱۰ توسط تهیه‌کننده اجرایی برایان کرکوود، کنار گذاشته شد و ژاکلین جوسا جایگزین او شد.
در سال ۲۰۰۳، دوگان نقش کوزت کوچولو را در نمایش «بیچارگان» در تئاتر کاخ لندن به تصویر کشید. او سپس نقش اول را در دو فیلم کوتاه بازی کرد.

## فیلم‌شناسی
| سال  | عنوان           | نقش  | مراجع       |
| ---- | --------------- | ---- | ----------- |
| ۲۰۱۳ | همه قراره بمیرن | لورا | [ ۴ ] [ ۵ ] |

| سال       | عنوان          | نقش          | یادداشت        | مراجع             |
| --------- | -------------- | ------------ | -------------- | ----------------- |
| ۲۰۰۶–۲۰۱۰ | ایست‌اندرز      | لورن برانینگ | سریال معمولی   | [ ۱ ] [ ۲ ] [ ۶ ] |
|           | قوانین عشق     | امیلی        | فیلم تلویزیونی | [ ۷ ]             |
| ۲۰۱۲      | شاهد ساکت      | امی چستر     | ۲ قسمت         | [ ۸ ] [ ۹ ]       |
| ۲۰۱۳      | با هر وسیله ای | رابین تایلر  | ۱ قسمت         | [ ۱۰ ]            |

| سال  | هنرمند      | ترانه                 |
| ---- | ----------- | --------------------- |
| ۲۰۱۲ | تغذیه کننده | " مرزها "             |
| ۲۰۱۲ | شادونو      | "فن هاوس"             |
| ۲۰۲۰ | مشاهیر      | "کریسمس به همه مبارک" |